# Вулиця Євгенія Єніна
Вулиця Євгенія Єніна — вулиця у Харкові, у Шевченківському районі, в історичній місцевості Шатилівка. Йде від Космічної вулиці до Авіаційної вулиці, перетинаючи проспекту Науки.
Вулиця початково називалась Цегельною на честь цегельного заводу, потім Інженерною на честь розташованих тут інститутських гуртожитків, під час німецької окупації (1942—1943) називалась Грінченківською на честь українського культурного діяча Бориса Грінченка. В 1973 перейменована на честь радянського підпільника Івана Бакуліна, а в 2024 — на честь загиблого заступника Міністра внутрішніх справ України Євгенія Єніна.

## Розташування
Вулиця починається Т-подібним перехрестям з Космічною вулицею. Перший квартал вилиця прямує на південний схід, а потім після Y-подібного перехрестя з інженерним провулком повертає на схід. Перетинає проспект Науки, вулиці Професора Отамановського, Шатилівську та Юрія Шевельова і закінчується Т-подібним перехрестям з Авіаційною вулицею.

## Історія
Станом на 1916 рік вулиця мала назву Цегельна (рос. Кирпичная), оскільки тут був цегельний завод, закритий після Другої світової війни. У списку вулиць 1938 року вулиця вже значилась як Інженерна, бо тоді тут з'явились гуртожитки авіаційного й гірничого інститутів.
В роки німецької окупації (1942—1943) років згідно з рішенням міськуправи від 7 вересня 1942 року вулиця називалась Грінченківською на честь Бориса Дмитровича Грінченка (1863—1910), українського письменника, педагога та громадського діяча, укладача «Словаря української мови», який навчався в Харкові, а потім багато років вчителював на Харківщині. Після війни радянська влада повернула вулиці назву Інженерна.
27 липня 1973 року з нагоди 30-ліття звільнення Харкова від німецької окупації перейменована на вулицю Бакуліна на честі Івана Івановича Бакуліна (1900—1942) — радянського підпільника, секретаря Харківського підпільного обкому КП(б)У, Героя Радянського Союзу (1965, посмертно). На вулиці був встановлений вказівник на честь Бакуліна.
2 квітня 2024 року вулицю Бакуліна перейменували на вулицю Євгенія Єніна на честь Євгенія Володимировича Єніна (1980—2023) — першого заступника Міністра внутрішніх справ України, який загинув в авіакатастрофі в Броварах 18 січня 2023 року.